# Nonnos d'Édesse
Pour les articles homonymes, voir Nonnos.
Nonnos d'Édesse († 471), ou Nonnus (en grec ancien Νόννος, dérivé de νέννος / nennos « l'oncle »), est un ascète et évêque chrétien, considéré comme saint par les Églises catholique et orthodoxe.

## Histoire et tradition
Selon une hagiographie de Pélagie d'Antioche attribuée au diacre Jacques d'Héliopolis,,, Nonnos était « un moine accompli de la communauté monastique de Tabennisiot », en Égypte.
Réputé pour sa sagesse, il est élu en 448 évêque d'Édesse, en Syrie byzantine (Mésopotamie). En 453, à la suite d'un sermon, il convertit la future sainte Pélagie,.
Plus tard, il est nommé évêque d'Héliopolis, en Égypte où il convertit plusieurs milliers d'Arabes au christianisme.
Après la mort de l'évêque d'Édesse, il retourne à son premier siège, où il meurt en 471.
On le confond parfois avec Nonnos de Panopolis, poète de la même époque et auteur des Dionysiaques.